# Zwój Świątynny

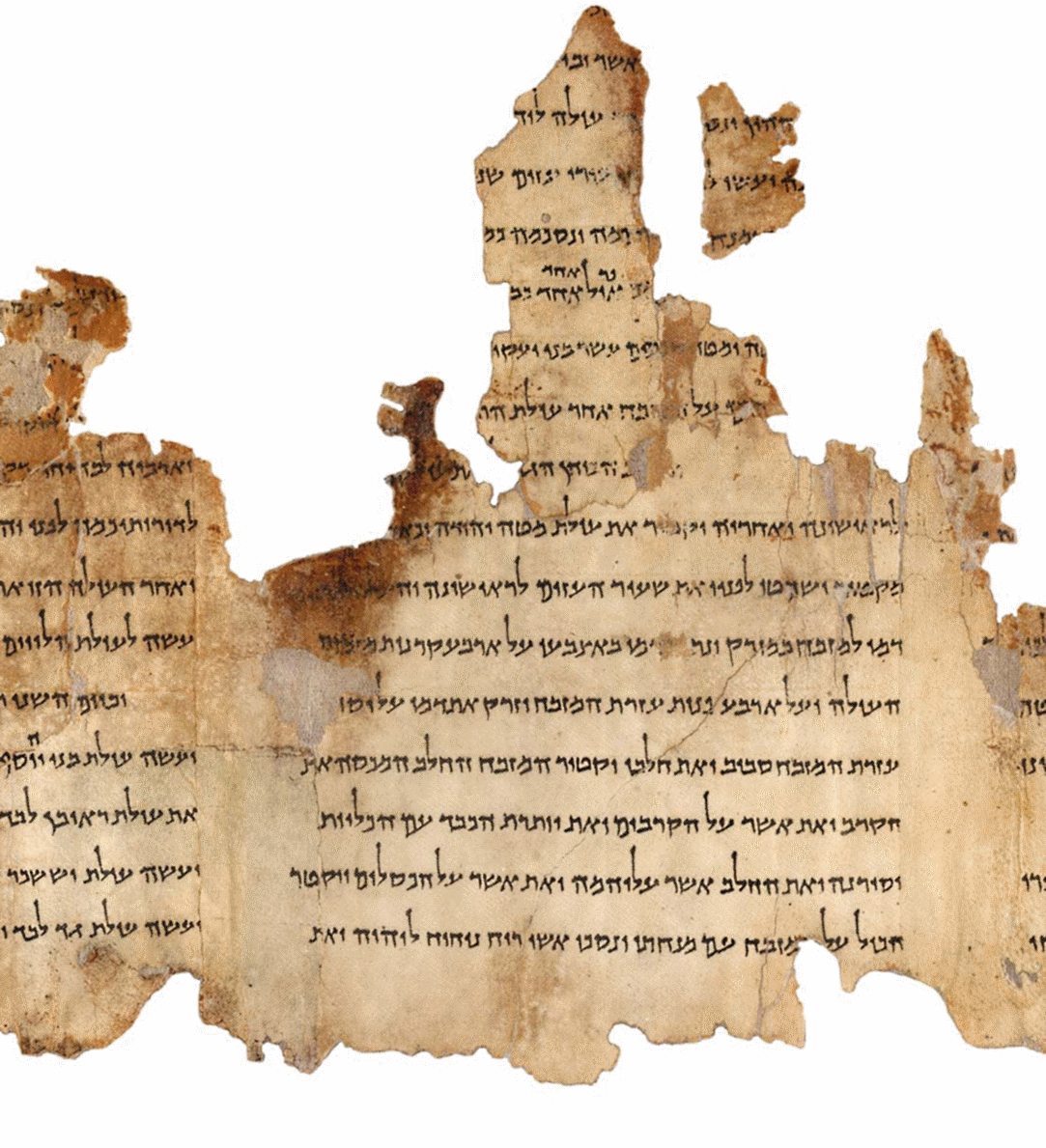
Fragment Zwoju Świątynnego

Zwój Świątynny oznaczony jako 11Q19 lub 11QTa – rękopis należący do zwojów znad Morza Martwego znaleziony w Qumran w 1956 roku w grocie 11 znajdującej się około dwa kilometry na północ od stanowiska archeologicznego Chirbet Qumran. Zwój tej składa się z 18 arkuszy pergaminu, z których każdy posiada trzy lub cztery kolumny tekstu. Rękopis został napisany w języku hebrajskim pismem kwadratowym z czasów Heroda. Jest on datowany na pierwszą połowę I wieku n.e. Zwój Świątynny należy do dokumentów nieznanych przed odkryciem w Qumran.

## Historia zwoju
W 1960 roku Kando, arabski handlarz antyków z Betlejem, poprzez amerykańskiego ewangelistę Józefa Uhriga skontaktował się z Jigaelem Jadinem synem prof. Eleazara Sukenika, któremu sprzedał pierwsze trzy zwoje znalezione w Qumran. Teraz jego synowi zaproponował sprzedaż kolejnego, kompletnego zwoju. Początkowo Kando żądał za zwój 1 000 000 $. Przystąpiono do żmudnego negocjowania ceny. Ponieważ handlarz mieszkał w Betlejem, znajdującym się wówczas na terenie Jordanii będącej w stanie wojny z Izraelem negocjacje toczyły się za pośrednictwem Józefa Uhriga, który podróżował pomiędzy Izraelem, Stanami Zjednoczonymi i Betlejem a negocjacje odbywały się w największej tajemnicy.
Gdy już wydawało się, że negocjacje zostały zakończone a żądana kwota została zbita do 130 000 $ Jadin przekazał handlarzowi zaliczki na łączną kwotę 10 000 $. Jednak handlarz nagle za zwój zażądał 200 000 $, przerwał rozmowy i wycofał się z negocjacji nie zwracając Jadinowi pobranych wcześniej zaliczek. Doprowadziło to do tego, że cała trójka, Jadin, Uhrig i Kando, rozstała się pełna wzajemnych pretensji.
5 czerwca 1967 roku wybuchła wojna sześciodniowa. Jigael Jadin, który w cywilu był archeologiem w wypadku wojny pełnił wysokie funkcje w sztabie generalnym. Gdy po wybuchu walk armia izraelska zdobyła Betlejem prof. Jadin teraz już w stopniu generała uzyskał zgodę premiera na inspekcję znajdującego się w domu handlarza starociami sklepu. Zebrał niewielki oddział żołnierzy i udał się do niego. Tam skonfiskował starożytny zwój i przekazał zwój do muzeum. Kando, który początkowo protestował wydał zwój dobrowolnie by uniknąć przeszukania i zdemolowania całego domu. Zwój ten trzymał pod podłogą w pudełku po butach.
Po wojnie Kando oskarżył rząd izraelski o rabunek i próbował dochodzić swoich praw do znaleziska na drodze prawnej w izraelskich sądach. Ogłoszony wyrok nakazywał wypłatę 105 000 $ dla Kando jako odszkodowanie. Sam jednak zwój nie został oddany gdyż izraelski sąd powołał się na obowiązujący na Zachodnim Brzegu przepis prawa jordańskiego stwierdzający, że obiekty archeologiczne stanowią własność władz. Odszkodowanie wypłacono głównie dlatego by nie odstraszyć innych handlarzy od wystawianie na sprzedaż zwojów zrabowanych przez Beduinów z grot w Qumran. W ten sposób Zwój, nazwany później Zwojem Świątynnym, trafił do Izraela.
Zwój Świątynny znajduje się obecnie w Jerozolimie w Sanktuarium Księgi należącym do Muzeum Izraela (HU 95.57.25, HU 95.57.23, HU 95.82.120).

## Opis
Całkowita długość zwoju wynosi 8,146 metra, co oznacza, że jest on najdłuższym spośród zwojów odkrytych w Qumran. Druga połowa zwoju, rzadziej rozwijana, jest lepiej zachowana niż pierwsza. Został on spisany na bardzo cienkiej skórze zwierząt o grubości zaledwie jednej dziesiątej części milimetra co czyni go najcieńszym pergaminowych zwojem znalezionym w Qumran. Jest to również jeden z dziewięciu zwojów znalezionych w stanie kompletnym. 
Znane są również dwie inne kopie tego samego dokumentu: zwój znaleziony w tej samej grocie i oznaczony 11Q20 lub 11QTb, oraz drugi stanowiący prawdopodobnie tylko kopię ostatniego fragmentu Zwoju Świątynnego odkryty w Grocie 4 i oznaczony 4Q524. Większość uczonych uważa, że wszystkie trzy rękopisy są bezpośrednimi kopiami oryginalnego dzieła powstałego na terenie Izraela w drugiej połowie II wieku p.n.e., po roku 120 p.n.e., prawdopodobnie za panowania Jana Hirkana I.
Rękopis ten podaje, że zawiera instrukcje skierowane przez Boga do prawdopodobnie Mojżesza dotyczące budowy i eksploatacji świątyni. Nadaje to temu zwojowi wymiar „nowej Księgi Mojżesza”, gdyż zwój konsekwentnie łączy przepisy prawa dotyczące świątyni i składanych ofiar pochodzące głównie z Księgi Wyjścia, Księgi Kapłańskiej i Księgi Liczb z przepisami zawartymi w Księdze Powtórzonego Prawa w rozdziałach od 12 do 23.
Opisany w zwoju układ Świątyni, miał być złożony z trzech nakładających się koncentrycznych placów sądowych tak by przypominał obóz Izraelitów na pustyni. Podobnie jak Przybytek znajdował się pośrodku obozu Izraelitów, tak ta utopijna Świątynia miała znaleźć się na środku wewnętrznego dziedzińca, przy ołtarzu całopalenia i innych pobliskich obiektów, promieniując swoją świętością na cały izraelski lud i izraelską ziemię tak jak Miejsce Najświętsze promieniowało w trakcie wędrówki Izraelitów przez pustynię.
Zwój ten wywołuje różne kontrowersje gdyż z jednej strony wykazuje wiele cech wspólnych z innymi dziełami wspólnoty zamieszkującej Qumran, z drugiej jednak zdaje się wskazywać na pochodzenie z kręgów kapłańskich. Występują w nim charakterystyczne dla wspólnoty określenia jak zwrot „Synowie Światłości” lecz widoczny jest również nietypowy dla wspólnoty brak wiary w przeznaczenie. Zwój ten może pochodzić z kręgu sadokitów związanych z saduceuszami a w jaskini mógł zostać ukryty przez zelotów w trakcie ich ucieczki z Jerozolimy przed jej zniszczeniem przez Rzymian w roku 70 n.e.